# Antoine Théry
Pour les articles homonymes, voir Théry.
Antoine-Théodore-Joseph Théry est un homme politique français né le 4 mars 1807 à Lille (Nord) et mort le 28 décembre 1896 à Lille.

## Biographie
Antoine Théry est le petit-fils du maire de Lille François Théry-Falligan. Il est le père de l'avocat Gustave Théry.
Avocat au barreau de Lille, la révolution de février 1848 initie son engagement politique, du côté des légitimistes intransigeants. Il est aussi marqué par le catholicisme social, se préoccupant de la misère du prolétariat lillois.
il est élu député du Nord à l'Assemblée nationale le 8 février 1871. Légitimiste, il prend place à l'extrême droite et se fait inscrire à la réunion des Réservoirs.
Lors des élections des sénateurs inamovibles en décembre 1875, il est du petit nombre des députés de la droite intransigeante qui se liguèrent avec la gauche pour empêcher l'élection des orléanistes, et il est élu sénateur inamovible par l'Assemblée nationale, le 11 décembre 1875. Il prend place à l'extrême droite, vote pour la dissolution de la Chambre demandée par le ministère de Broglie en juin 1877.
À la mort du comte de Chambord, il refuse de se rallier aux Orléans au nom des droits dynastiques des Bourbon d'Anjou et prête allégeance au chef de ces derniers, le comte de Montizón (jusqu'en 1887), puis le duc de Madrid.

## Mandats
- Député légitimiste du Nord de 1871 à 1875
- Sénateur inamovible de 1875 à 1896